# سباق الحمام في الألعاب الأولمبية الصيفية 1900
سباق الحمام في أولمبياد 1900 هو برنامج يهتم برياضة وسباقات الحمام، التي نظمت في إطار المعرض العالمي في باريس. على الرغم من عدم التمييز بين الرياضات المختلفة في الوقت الحالي، إلا أن سباقات الحمام لا تعتبر نظامًا رسميًا من قبل اللجنة الأولمبية الدولية.

## التنظيم
يتم تنظيم أحداث رياضة الحمام في حديقة فينسين إيروستايشن من قبل اتحاد الحمام في نهر السين. تمت إضافتهم في اللحظة الأخيرة إلى اختبارات قسم «ايروستيشن» من المسابقات الرياضية للمعرض العالمي لعام 1900. يجب أن يتم سباق الحمام في الصباح الباكر حتى يتسنى للحمام العودة قبل حلول الظلام، ولكن في فترة ما بعد الظهر يكون الجمهور كثير. لذلك يتم تنظيم نوعين من الاختبارات: غادر الصباح الذي تشارك فيه الشركات من جميع أنحاء فرنسا وعروض المغادرة التي تم تنظيمها في فترة ما بعد الظهر لإرضاء الجمهور في المعرض العالمي. إصدارات العرض هي «إصدارات ضخمة»: يتم إطلاق عدة آلاف من الحمام في نفس الوقت. كما يجب أن يكونوا قادرين على العودة بسرعة إلى الحمام الخاص بهم، يتم توفيرهم من قبل شركات باريس، قسم نهر السين وفرساي. الميزانيات المخصصة لإصدارات المسابقة لإصدارات العرض، يوزع معظمها على الشركات المشاركة نقدًا أو على شكل ميداليات حسب عدد الحمام الذي أطلقه.
كما يُرَكَّب نموذج حمام يسكنه 50 حمامًا بدعم من وزارة الحرب. كل يوم، يأخذهم حارس إلى باريس حيث يطلق سراحهم محملين برسائل فوتوغرافية. عند وصولهم إلى فينسين، يتم إعادة إنتاج الصور وتقديمها للجمهور.

## العملية
من المقرر إطلاق إصدارات العرض في 24 يونيو و29 يوليو و23 سبتمبر، وفي 15 سبتمبر، تمت إضافة إصدار إضافي لليوم التالي. وتم الإفراج عن إجمالي 11787 حمامة خلال هذه المظاهرات.
تقام إصدارات المسابقة الستة في 24 يونيو و8 يوليو و29 يوليو و26 أغسطس و9 سبتمبر و16 سبتمبر. في المجموع، أطلقت الشركات والاتحادات المشاركة البالغ عددها 48 شركة 7721 حمامًا.

## فهرس
- Les Jeux olympiques oubliés (بالفرنسية). المركز الوطني الفرنسي للبحث العلمي. 2000. p. 218. ISBN:2-271-05838-4. {{استشهاد بكتاب}}: الوسيط |الأول= يفتقد |الأخير= (help).
- Rapports : Concours Internationaux d'exercices physiques et de sports (بالفرنسية). Imprimerie nationale. 1901. p. 427. Archived from the original on 2021-04-21. {{استشهاد بكتاب}}: الوسيط |الأول= يفتقد |الأخير= (help).